# Thelasis
Thelasis là một chi phong lan trong họ Orchidaceae.